# Philomedes bonneti
Philomedes bonneti is een mosselkreeftjessoort uit de familie van de Philomedidae. De wetenschappelijke naam van de soort is voor het eerst geldig gepubliceerd in 1977 door Kornicker & Caraion.